# Štěpán Šebrle
Štěpán Šebrle (* 4. září 2002 Praha) je český profesionální fotbalista, který hraje na pozici křídelníka za český klub FK Dukla Praha. Je také bývalým českým mládežnickým reprezentantem.

## Klubová kariéra

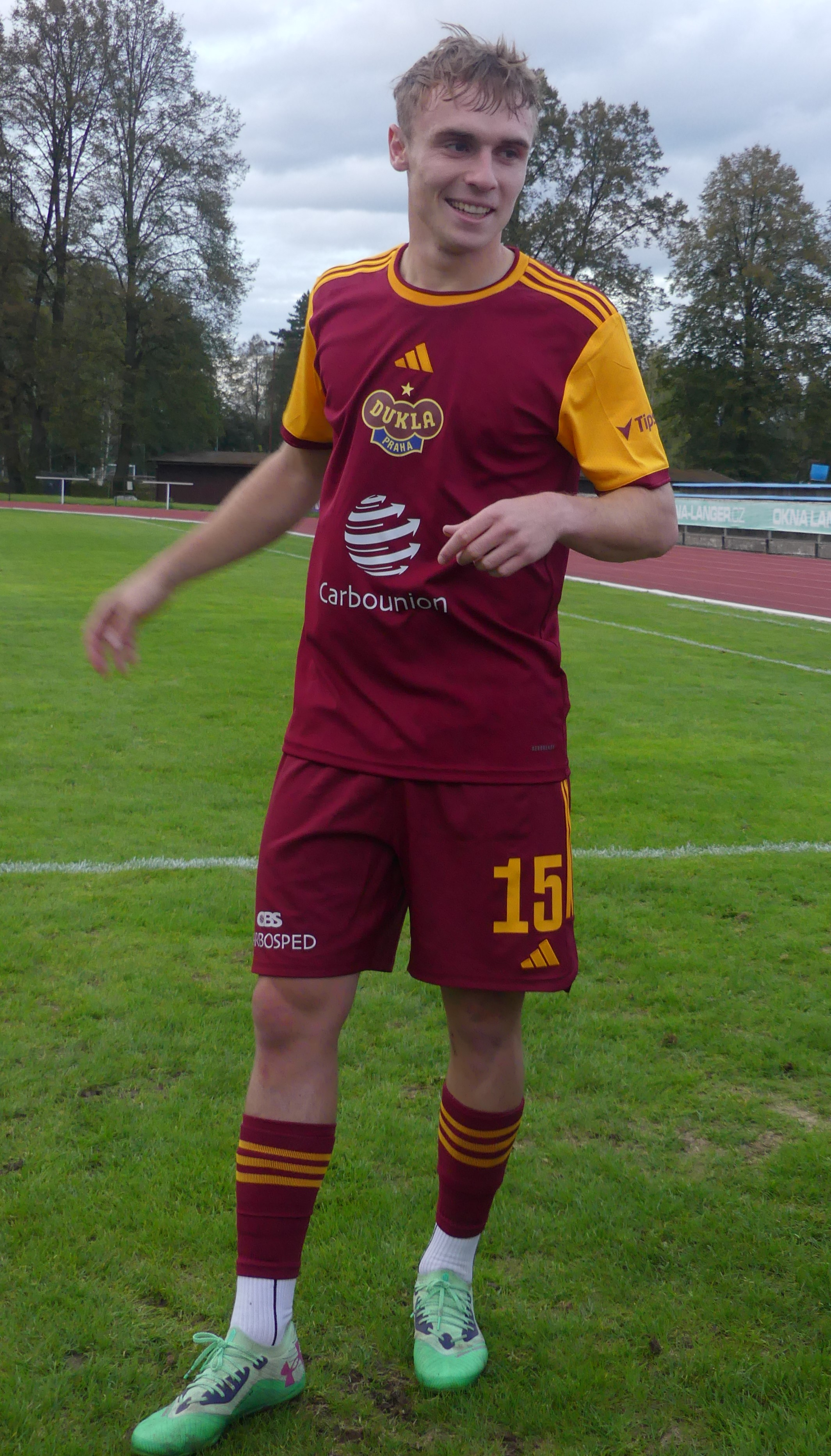
Štěpán Šebrle v zápase 2. kola MOL CUPu v Ústí nad Orlicí.

Šebrle se narodil v Praze a fotbal začal hrát v místní Aritmě. Ve věku deseti let se přesunul do akademie pražské Dukly.
Jako odchovanec nahlédl do prvního mužstva v osmnácti letech na začátku roku 2021. Svůj debut si odbyl 19. ledna, kdy se objevil v základní sestavě Dukly v pohárovém utkání proti pražské Slavii. V lize se poprvé objevil 3. dubna v utkání Fortuna:Národní ligy proti Třinci a gólem pomohl k zisku bodu za remízu 2:2. V jarní části sezóny pravidelně nastupoval, odehrál dohromady 12 utkání a vstřelil 2 branky.
O místo v A-týmu Šebrle nepřišel ani v sezóně 2021/22. Na podzim nastupoval převážně jako střídající hráč a místo v základní sestavě trenéra Bohuslava Pilného si vybojoval až v jarní části sezóny, dohromady nastoupil do 22 ligových utkání, vstřelil 1 branku.
Šebrle v sezóně 2022/23 přišel o místo v základní sestavě pražského celku pod novým trenérem Petrem Radou, ve 31 soutěžních zápasech vstřelil 3 branky a přidal 1 asistenci.
Na podzim roku 2023 patřil Šebrle ke klíčovým hráčům Dukly, která v druhé lize bojovala o postup do nejvyšší soutěže. V srpnu vstřelil důležité čtyři branky ve třech zápasech a zajistil Dukle průběžnou první příčku v lize. Šebrle se ale po podzimní části sezóny zranil a na jaře tak pracoval na svém návratu zpátky do sestavy. Pražský celek skončil na konečné první příčce a postoupil do Chance ligy, Šebrle k postupu přispěl čtyřmi brankami a asistencí v 15 ligových zápasech.
V české nejvyšší soutěži Šebrle debutoval 20. července 2024, kdy se objevil v základní sestavě Dukly v utkání prvního kola proti Viktorii Plzeň. V srpnu 2024 prodloužil Šebrle s Duklou smlouvu do roku 2027.

## Reprezentační kariéra
Šebrle odehrál v roce 2021 tři přípravná utkání v dresu české reprezentace do 20 let.

## Osobní život
Jeho otec Roman Šebrle je televizní moderátor, bývalý atletický vícebojař a olympijský vítěz v desetiboji z roku 2004.